# Natalia Grigorieva (remera)
Natalia Semiónovna Grigórieva –en ruso, Наталья Семёновна Григорьева– (8 de diciembre de 1965) es una deportista soviética que compitió en remo.
Ganó dos medallas de plata en el Campeonato Mundial de Remo, en los años 1985 y 1991. Participó en los Juegos Olímpicos de Barcelona 1992, ocupando el cuarto lugar en la prueba de ocho con timonel.

## Palmarés internacional
| Campeonato Mundial | Campeonato Mundial | Campeonato Mundial | Campeonato Mundial |
| Año                | Lugar              | Medalla            | Prueba             |
| ------------------ | ------------------ | ------------------ | ------------------ |
| 1985               | Malinas (Bélgica)  | Medalla de plata   | Cuatro scull       |
| 1991               | Viena (Austria)    | Medalla de plata   | Ocho con timonel   |